# St. Antonius (Benteler)
St. Antonius ist eine katholische Kirche im ostwestfälischen Benteler, einem Ortsteil von Langenberg in Nordrhein-Westfalen. Die Gemeinde ist in einer Pfarreiengemeinschaft im Dekanat Beckum des Bistums Münster organisiert.

## Geschichte

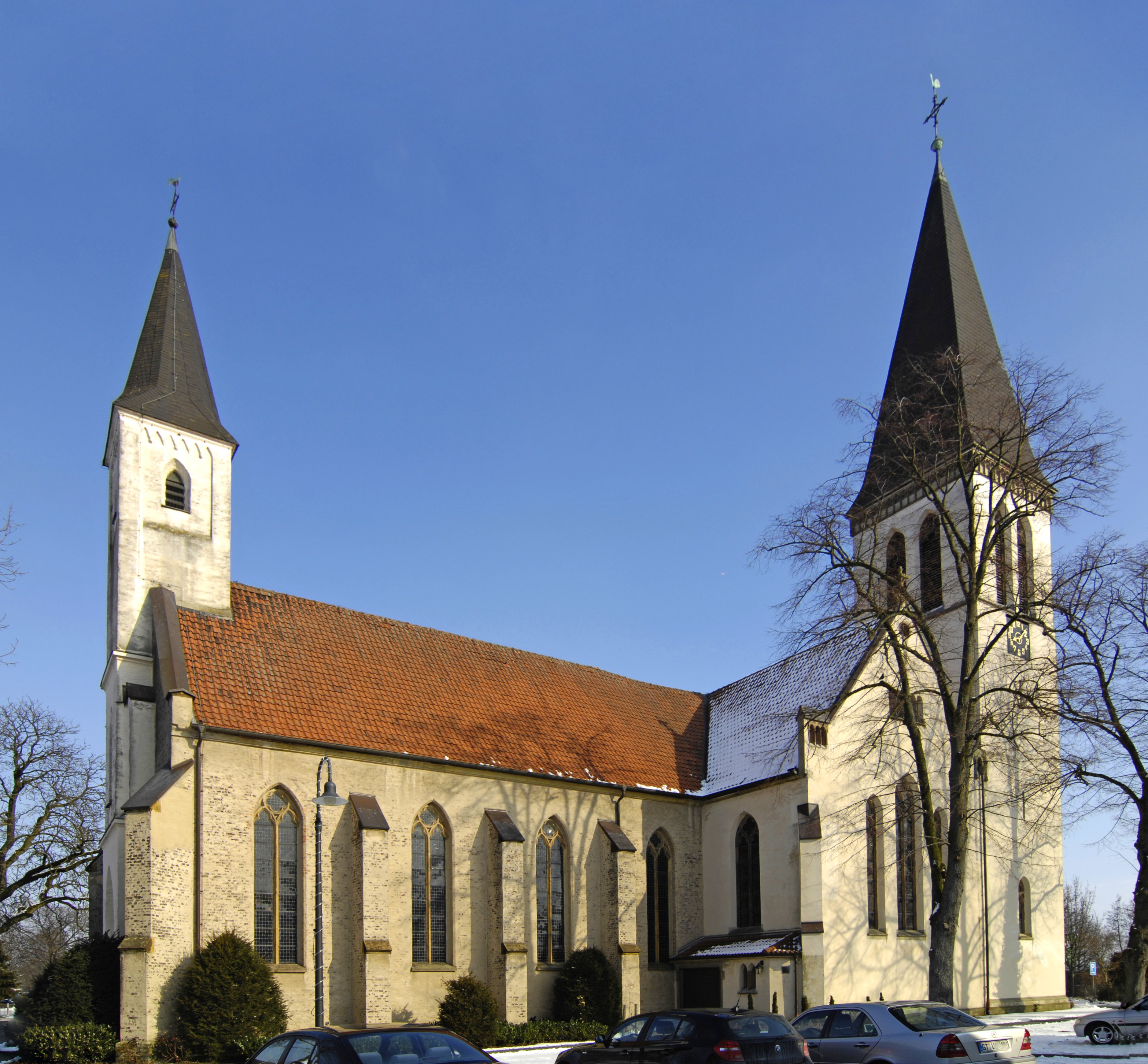
Blick auf das Kirchenschiff mit Querschiff und Turm

Die Kirche wurde 1856/59 als Saalkirche mit Westturm aus Ziegelsteinen errichtet. 1912/14 wurde sie im neogotischen Stil um Querschiff, Südostturm, Chor und Sakristei erweitert. Die Kanzel, der Hochaltar und die Seitenaltäre stammen aus der  Wiedenbrücker Schule. Das alte Uhrwerk der Kirche wurde ausgebaut und vor der Kirche ausgestellt.